# Ел Монте (Калифорния)
Ел Монте (на испански: El Monte) е град в окръг Лос Анджелис в щата Калифорния, САЩ. Ел Монте е с население от 115 965 жители (2000) и обща площ от 25,10 км² (9,70 мили²). Заселването на района започнало през 1849 г., но испански войници минали през него още през 70-те години на XVIII век.